# Ulrichen
Ulrichen es una localidad y antigua comuna suiza del cantón del Valais, situada en el distrito de Goms, comuna de Obergoms. Limita al norte con la comuna de Guttannen (BE) y la localidad de Obergesteln, al este con la de Oberwald y la comuna de Bedretto (TI), al sur con Formazza (ITA-VB), y al oeste con Reckingen-Gluringen y Münster-Geschinen.
El 25 de noviembre de 2007, los habitantes de Obergesteln, Ulrichen y Oberwald, aprobaron la fusión de las tres comunas en una nueva entidad comunal que lleva el nombre de Obergoms, y que fue creada a partir del 1 de enero de 2009.